# Hunter College
L'Hunter College, fondata nel 1870, è un'università pubblica situata nell'Upper East Side di Manhattan.
L'Hunter comprende oltre 100 corsi di studio ed è riconosciuta a livello nazionale per la sua diversità e per la sua reputazione nell'eccellenza accademica. L'università comprende sei scuole: La Scuola delle Arti e delle Scienze, La Scuola della Pubblica Istruzione, The Roosevelt Public Policy Institute, la Scuola di Scienze della Salute, la School of Nursing, e la scuola di lavoro sociale.